# Vincent Dieutre
Pour les articles homonymes, voir Dieutre.
Vincent Dieutre, né le 25 novembre 1960 à Rouen, est un réalisateur français.

## Biographie
Vincent Dieutre fait des études de cinéma à l'IDHEC de 1984 à 1987 et écrit un mémoire de DEA sur « l'esthétique de la confusion ». 
Il est lauréat en 1989 d'une bourse de la Villa Médicis hors les murs à Rome et à New York.
Il enseigne le cinéma à l'université de Paris VIII et à la Fémis, et a enregistré des entretiens avec Leo Bersani, Yaël André ou Jean-Paul Civeyrac.
Depuis les Lettres de Berlin (1988), Vincent Dieutre a exploré en tant que cinéaste les limites du documentaire et de l'autofiction. Ses deux premiers longs métrages Rome désolée (1996) et Leçons de ténèbres (2000), ont affirmé son cinéma à la première personne. 
Pour la Lucarne de Arte, il a réalisé en 2001 Bonne Nouvelle, une méditation urbaine sur son quartier, puis la même année il réalise Entering Indifference, un manifeste artistique en forme de lettre filmée (Quinzaine des réalisateurs). 
Il réunit Mathieu Amalric, Mireille Perrier, Françoise Lebrun et Eva Truffaut dans Fragments sur la grâce, film sur le jansénisme.
En 2002, L'Atelier de Création Radiophonique lui commande une pièce sonore, Bologna Centrale, qui, devenue film puis installation, inaugure son travail de plasticien qu'il continue encore aujourd'hui avec des performances et des Exercices d'Admirations (EA1 avec Naomi Kawase, EA2 autour de Jean Eustache, etc). 
En 2012, il réalise Jaurès, film dans lequel le réalisateur raconte son histoire d'amour avec Simon à travers des images prises depuis l'appartement de ce dernier à la station de métro Jaurès à Paris. Présenté dans les grands festivals internationaux, il remporté un Teddy Award, Grand Prix du jury à la Berlinale 2012.

## Engagement politique
En 2017, il cosigne une tribune dans Médiapart intitulée « Faire gagner la gauche passe par le vote Mélenchon ».

## Filmographie

### Réalisateur
- Rome désolée, 16 mm, 75 min, 1995
- Leçons de ténèbres, 35 mm, 77 min, 2000

- Entering Indifference (Lettre de Chicago), vidéo, 28 min, décembre 2000
- Bonne Nouvelle, vidéo (voix d'Éva Truffaut), 60 min, 2001

- Mon voyage d'hiver, 2003

- Bologna Centrale, vidéo d'après du matériel tourné en Super 8, 61 min, 2003
- Les Accords d'Alba, vidéo, 24 min, 2004 ; sur les rapports artistiques du cinéaste avec Naomi Kawase
- Fragments sur la grâce[8], 35 mm, 101 min, 2006
- Sans titre, Lisbonne, 2006, installation vidéo
- Después de la Revolución, vidéo tournée à Buenos Aires, 52 min, 2007
- Ea2, 2e exercice d'admiration : Jean Eustache, court métrage tourné avec Françoise Lebrun
- Entretiens avec Yaël André, 2008[9],[10]
- Toutes les étoiles tombent, 10 min, 2010
- Ea3, 3e exercice d'admiration : Jean Cocteau, 42 min, 2010
- Ti penso, 2009
- Jaurès, avec Éva Truffaut 2012

- Déchirés/Graves, 82 min, 2012
- Orlando Ferito[11], 104 min, 2015
- Viaggio nella Dopo-Storia (EA4) 2014
- Trilogie de nos vies défaites, 81 min, 2016, avec Julien Thèves (scénario)
- Low-Fi Chronicles, installation vidéo, avec Christophe Berhault, 2016
- Temps morts, 84 min, 2021, avec Julien Thèves (co-réalisation)
- This Is the End, 2023[12]

### Scénariste
- 2012 : Beyrouth hôtel (Beirut Hotel) de Danielle Arbid (TV)

## Distinctions
- Prix du jury au FIDMarseille 2000 pour Leçons de ténèbres
- Prix du jury au festival international du film de Locarno en 2001 pour Bonne Nouvelle
- Teddy Award du jury à la Berlinale 2012 pour Jaurès
- Mention spéciale - Prix Caligari de la critique allemande pour Jaurès à la Berlinale 2012
- Mention spéciale - Queer Art Award pour Trilogie de nos vies défaites au Queer Lisboa - Festival International du Cinéma Queer[13]

### Radio
- Philippe Garbit, « Les Nuits de France Culture avec Vincent Dieutre », France Culture,‎ 2018 (lire en ligne)
- Sophie Bober, « La leçon de choses, Vincent Dieutre. "J'étais fasciné par les danses macabres" », France Culture,‎ 20 janvier 2019 (lire en ligne)